# Prokletí Salemu
Prokletí Salemu (angl. orig. Salem's Lot) je román od amerického spisovatele Stephena Kinga z roku 1975, česky poprvé vydaný v roce 1994.

## Obsah
Spisovatel Ben Mears se vrací do Nové Anglie do Jerusalem’s Lotu, kde po smrti otce strávil u tety Cindy čtyři roky. Tady se seznámí s mladou malířkou Susan Nortonovou. Chce zde zůstat, aby napsal další knihu. Vzpomíná na svůj dětský zážitek, když jako devítiletý chlapec jakou zkoušku odvahy vstoupil do domu Marstenových, kde sebevraždu spáchal manželský pár Marstenových. On viděl oběšeného Hubieho Marstena, tento sen ho děsí i v dospělosti. Chtěl si zchátralý dům pronajmout, ale už to udělal někdo jiný. V domě se svítí, ale ne elektřinou.
Na bránu hřbitova byl pověšen pes místního hrobníka. Při cestě lesem se ztratil mladší bratr Dannyho Glicka Ralphie, Danny zkolaboval a na prudkou anémii zemřel. Ben se seznámí s místním učitelem angličtiny Mattem Burkem. Po Dannyho pohřbu šel Mike Ryerson zaházet hrob, byl zhypnotizován, vyhrabal Dannyho, stali se z nich upíři. Mike to o sobě neví, požádá Matta o pomoc, myslí, že je nemocný. V noci zemře. Matt pochopí, že Mike je upír. Zavolá Bena, aby mu přinesl kříž.
Nový nájemník Marstenova domu R. T. Straker otevřel obchod se starožitnostmi, je velmi milý, jeho spolupracovník Barlow je údajně na cestách.
Bývalý přítel Susan zbije Bena do bezvědomí. Susan je u Matta, k němuž se vrátí Mike, Matt ho odežene křížem a poté dostane infarkt. Dostane se do nemocnice. Mattův lékař Jimmy Cody jejich příběhu uvěří a začne jim pomáhat. Každou noc upíři přibývají. Susan jde prozkoumat Marstenův dům, spojí se se zvláštním chlapcem Markem Petriem. Susan objeví Barlowa - hlavní upír, ten ji promění. Straker sváže Marka, ten se osvobodí a Strakera zabije. Mark se spojí s Benem, Jimmym, Mattem a katolickým knězem Callahanem (pije, pochybuje o víře). Ben osvobodí Susan, když ji probodne srdce dřevěným kůlem.
Callahan s Markem se vrátí k Petrieovým, ti nevěří, přijde Barlow, zabije Petriovi, Mark uteče, Callahan nesplní slib a neodhodí kříž, aby se mohli utkat s Barlowem rovnocenně. Nevěří své víře a je přeměněn na upíra. Ráno odjíždí do New Yorku. Mark s Jimmym najdou místo odpočinku Barlowa, ale Jimmy spadne do nachystané pasti a zemře. Ben s Markem vrazí kůl do Barlowova srdce, ten se promění v prach, oba utečou před chodícími nemrtvými z Jerusalem’s Lotu.
Po letech, kdy upíři řádí po okolí liduprázdného městečka, se Ben s Markem vrací z Mexika, aby podle Benových vzpomínek na velký požár z roku 1951 zapálili oheň (nedopalkem z cigarety) a tak město očistili.

## Filmové adaptace
- v roce 1979 byl natočen TV film Prokletí Salemu, který režíroval Tobe Hooper.[2]
- v roce 2004 byl natočen TV film Prokletí Salemu, který režíroval Mikael Salomon.[3]
- v roce 2023 byl natočen film Prokletí Salemu, který režíroval Gary Dauberman.[4]